# Помпея (дъщеря на Помпей Велики)
Вижте пояснителната страница за други личности с името Помпея.
Помпея Магна (на латински: Pompeia; * 80/75 пр.н.е.; † пр. 35 пр.н.е.) e единствената дъщеря и второто дете на римския триумвир Помпей Велики (Гней Помпей Магнус) от неговата трета женитба с Муция Терция. Нейният по-голям брат e Гней Помпей, а по-малкия ѝ брат e Секст Помпей.

## Биография
Помпея е родена и живее в Рим. Тя се омъжва за Фауст Корнелий Сула, политик и син на римския диктатор Луций Корнелий Сула от съпругата му Цецилия Метела Далматика. Помпея ражда на Фауст три деца. През 47 пр.н.е. Фауст умира в Африканската война на Юлий Цезар. Двамата им сина попадат в ръцете на Юлий Цезар, който после ги освобождава.
След 46 пр.н.e. Помпея се омъжва за втори път за политика Луций Корнелий Цина (консул 32 пр.н.е.), брат на Корнелия Цина minor, първата съпруга на Юлий Цезар и по майчина линия чичо на последната дъщеря на Цезар от Корнелия, Юлия Цезарис. Помпея ражда на Цина две деца.

## Фамилия
Първи брак: с Фауст Корнелий Сула, сенатор. Имат две или три деца:
- Фауст (II) Корнелий Сула, суфектконсул 31 г.

Втори брак: с Луций Корнелий Цина, претор 44 пр.н.е. (и суфектконсул 32 пр.н.е.). Деца:
- Гней Корнелий Цина Магн, консул 5 г.
- Корнелия Помпея, която се омъжва за Луций Скрибоний Либон, консул през 16 г.